# Астраханский сельсовет
Астраха́нский сельсове́т — сельское поселение в Наримановском районе Астраханской области Российской Федерации.
Административный центр — посёлок Буруны.

## История
6 августа 2004 года в соответствии с Законом Астраханской области № 43/2004-ОЗ установлены границы муниципального образования, сельсовет наделен статусом сельского поселения.

## Население
| 2010  | 2012  | 2013  | 2014  | 2015  | 2016  | 2017  |
| ----- | ----- | ----- | ----- | ----- | ----- | ----- |
| 2831  | ↗2866 | ↗2877 | ↗2894 | ↗2940 | ↘2936 | ↘2903 |
| 2018  | 2019  | 2020  | 2021  |       |       |       |
| ↘2870 | ↘2852 | ↘2806 | ↗2988 |       |       |       |

## Состав сельского поселения
| № | Населённый пункт | Тип населённого пункта          | Население |
| - | ---------------- | ------------------------------- | --------- |
| 1 | Буруны           | посёлок, административный центр | ↗2178     |
| 2 | Джурак           | посёлок                         | ↗236      |
| 3 | Ницан            | посёлок                         | ↗126      |
| 4 | Разъезд 2        | населённый пункт                | ↗145      |
| 5 | Разъезд 3        | населённый пункт                | ↗16       |
| 6 | Сайгачный        | посёлок                         | ↘193      |